# Шмогров-Феров
Шмогров-Феров или Смогорјо-Прјавоз (њем. Schmogrow-Fehrow, длсрп. Smogorjow-Prjawoz) општина је у њемачкој савезној држави Бранденбург. Једно је од 30 општинских средишта округа Шпре-Најсе. Према процјени из 2010. у општини је живјело 885 становника. Посједује регионалну шифру (AGS) 12071341.

## Географски и демографски подаци
Шмогров-Феров или Смогорјо-Прјавоз се налази у савезној држави Бранденбург у округу Шпре-Најсе. Општина се налази на надморској висини од 55 метара. Површина општине износи 30,1 km². У самом мјесту је, према процјени из 2010. године, живјело 885 становника. Просјечна густина становништва износи 29 становника/km².